# Лука (Белоусович)
Лука Белоусович (1706—1761) — архимандрит Русской православной церкви; наместник Киево-Печерской лавры.
О его мирской жизни сведений практически не сохранилось, известно лишь, что он родился в городе Гадяч в 1706 году и был сыном малороссийского казака.
Монашеский постриг Белоусович в Киево-Печерской лавре не ранее 1730 года с именем Лука при архимандрите Романе Копе и в 1745-м году был определен наместником Брянского Свенского Успенского монастыря; в этом монастыре он заложил в 1749 году соборную Успенскую церковь и построил каменную ограду.
Вскоре после этого отец Лука возвратился в Киево-Печерскую лавру в число братии, где был 21 июня 1752 года посвящен в архимандриты с назначением наместником лавры. 
Лука Белоусович скончался 30 марта 1761 года.